# Vierge à l'Enfant (Duccio)
La Vierge à l'Enfant a été peinte par l'un des artistes les plus influents de la fin du XIIIe siècle et du début du XIVe siècle, le peintre siennois Duccio di Buoninsegna. Cette image emblématique de la Vierge à l'Enfant, vue tout au long de l'histoire de l'art occidental, a une valeur significative en termes d'innovations stylistiques de sujets religieux qui continueront d'évoluer pendant des siècles. Peinte a tempera sur panneau de bois vers 1300, elle est conservée depuis 2004 par le Metropolitan Museum of Art de New York.

## Description et influences
En comparant la taille compacte de cette œuvre de 24 × 16 cm à des retables plus grands et plus illustres et à des fresques à grande échelle, cette Vierge à l'Enfant est considérée comme une image intime et de dévotion. Au-delà de la simplicité abrupte de l'image, on peut commencer à comprendre les changements que Duccio appliquait à la représentation des personnages religieux dans la peinture au début du XIVe siècle (le Trecento italien). Duccio a suivi d'autres artistes italiens innovants de l'époque comme Giotto, qui se sont tous deux efforcés d'aller au-delà du canon purement iconique byzantin et italo-byzantin et ont tenté de créer un lien plus tangible entre le spectateur et les objets du tableau. Par exemple, le parapet qui se trouve au bas de la peinture fonctionne comme une incitation visuelle pour le spectateur à regarder au-delà, et dans le moment d'intimité entre la Vierge et l'Enfant Jésus : c'est l’une des premières peintures de l’époque à utiliser la technique du trompe-l'œil. En même temps, le parapet agit également comme une barrière entre le monde vernaculaire et le sacré.

## Influences esthétiques
De nombreux autres éléments de l'intérêt de Duccio pour l'humanisme sont répandus et peuvent être vus dans la robe tendrement drapée portée par Marie et sur les genoux du Christ, le geste enfantin de sa main vers le regard quelque peu austère de la Vierge alors qu'elle anticipe l'avenir du Christ, les couleurs lumineuses employés aux vêtements, et les détails fins trouvés sur la couche intérieure du voile de la Vierge. Ce sont ces qualités distinctes qui façonneront la sensibilité de la peinture siennoise ultérieure et qui donneront à la Vierge à l'Enfant de Duccio une attention et une crédibilité si dignes dans l'histoire de l'art. D'autres détails trouvés sont ceux qui restent dans la tradition byzantine et caractérisent les œuvres antérieures de Duccio, tandis que les qualités les plus innovantes prospèrent au fil du temps. Les détails gravés dans le sol doré sont infimes et difficiles à remarquer de loin, mais ajoutent un élément important à l'image. Des motifs perforés ont été utilisés pour les halos et la conception de la bordure, qui ont tous été inscrits à la main.

## Histoire des propriétaires
Comme il est courant pour les peintures des Duecento et Trecento, la propriété et l'emplacement de la Vierge à l'enfant avant le milieu du XIXe siècle sont inconnus. Le premier propriétaire connu du tableau est le comte russe Gregori Stroganoff (1829-1910), qui a déclaré l'avoir repéré dans la boutique d'un marchand, non attribué à un artiste. En 1904, il le prête à une exposition au Palazzo Pubblico de Sienne (Mostra d'arte antica senese). Il l'a conservé dans son palais à Rome, où elle prend le nom de Madone Stroganoff.
Dans sa critique de l'exposition Mostra d'art senese de 1904, l'historienne de l'art Mary Logan Berenson estime que cette œuvre fait partie des pièces « les plus parfaites » de Duccio, il n'est donc pas surprenant que la peinture ait provoqué une réaction impressionnante de la part des spectateurs de l'exposition et plus particulièrement ceux du monde de l'art et de l'histoire de l'art. Après la mort de Stroganoff en 1910, le Duccio a rejoint l'ensemble des œuvres rassemblées par l'homme d'affaires belge Adolphe Stoclet (1871-1949), d'où l'ancien nom du tableau, la Madone Stoclet. Stoclet était connu pour traiter sa riche collection d'art avec la plus grande attention et les a conservées dans les environnements idéaux pour préserver leurs qualités uniques et souvent fragiles. Le Duccio a été montré à quelques expositions en 1930 et 1935 et à des invités choisis de Stoclet chez lui.
Après la mort de Stoclet et de sa femme en 1949, leurs enfants héritent de la Vierge à l'Enfant de Duccio avec le reste des œuvres du collectionneur. Bien que l'œuvre d'art convoitée ait intéressé les chercheurs, ils n'ont pu y accéder qu'à travers des photographies qui documentent heureusement les âges de la peinture et son processus de restauration. Des photographies d'avant sa restauration, et des retouches mineures ultérieures, révèlent toutes le temps passé et la véritable impression de la peinture originale de 1300. Le tableau a été acquis avec retentissement à l'automne 2004 par le Metropolitan Museum of Art pour un montant estimé à 45 millions de dollars, faisant de lui l'objet le plus cher jamais acheté par le musée,,. Il s'agit d'une acquisition très précieuse non seulement pour sa signification esthétique en termes d'histoire de l'art, mais aussi parce qu'il n'y a que treize peintures de Duccio connues dans le monde.

## Controverse
Il y a un débat entre les érudits sur la chronologie la plus précise de la Vierge à l'Enfant de Duccio. Il y a plus de 20 ans de temps où les érudits n'ont pas compté les œuvres de Duccio laissant une estimation discutable, bien qu'assez certaine de la Vierge à l'Enfant, vers 1300. En raison du fait que certaines qualités de la peinture sont byzantines comme la forme ovale du visage de la Vierge et son long nez élégant, et aussi de la nature « d'homme miniature » de l'Enfant Jésus, il n'y a pas de consensus sur la date où la peinture été créée.

## Attribution
James Beck, professeur d'histoire de l'art à l'Université Columbia de New York, croyait que la Vierge à l'enfant de Duccio, que le Met date de 1300, était l'œuvre d'un artiste ou d'un faussaire du  XIXe siècle pour des raisons stylistiques. Il a souligné ce qu'il considère comme la mauvaise qualité de la peinture et des éléments de contenu qui, selon lui, n'étaient pas encore apparus dans les œuvres d'art de cette période. Le professeur Beck a déclaré : « On nous demande de croire que le modeste petit tableau représente un saut dans le futur de la peinture occidentale en établissant un plan devant Marie et l'Enfant. Cette caractéristique, typique des images de la Renaissance et non du Moyen Âge, n'apparaît que cent ans après la date présumée de l'œuvre...». Les conclusions de Beck ont été publiées en 2007 dans son livre, From Duccio to Raphael : Connoisseurship in Crisis dans lequel il conteste également l'attribution du tableau de la National Gallery de Londres La Vierge aux œillets à Raphaël.
Keith Christiansen, conservateur des peintures européennes du Met, n'est pas d'accord avec l'affirmation de Beck. Christiansen a noté qu'en plus de l'analyse stylistique de la peinture par rapport à d'autres œuvres connues du peintre, le musée a procédé à un examen approfondi de la peinture, y compris la construction du panneau de bois, le dessin sous-jacent de la peinture et la composition des pigments et les a trouvés compatibles avec une attribution à Duccio et une date d'environ 1300. Christiansen a déclaré : « Ce que tout le monde voit comme un signe de qualité et d'innovation, Beck le voit comme une faiblesse. Il n'y a aucune raison de douter de la période et de l'authenticité de l'image ».